# 三方郡
- 令制国一覧 > 北陸道 > 若狭国 > 三方郡
- 日本 > 中部地方 > 福井県 > 三方郡

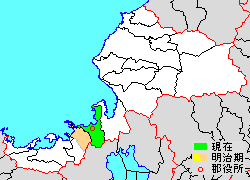
福井県三方郡の位置（緑：美浜町 黄：明治期 薄黄：後に他郡に編入された区域）

三方郡（みかたぐん）は、福井県（若狭国）の郡。若東（じゃくとう）とも呼ばれる。
人口8,490人、面積152.38km²、人口密度55.7人/km²。（2025年4月1日、推計人口）
以下の1町を含む。
- 美浜町（みはまちょう）

旧三方町においては、隣接する滋賀県高島市今津町と共に大阪府吹田市と姉妹都市である。そのため、県境付近に『吹田市立自然の家 もくもくの里』が立地している。また、三方町のみ、大阪府高槻市とも姉妹都市である。

## 郡域
1878年（明治11年）に行政区画として発足した当時の郡域は、上記1町に三方上中郡若狭町の一部（田井・向笠・田名・田上・岩屋・白屋・倉見以北）を加えた区域にあたる。

## 歴史

### 近世以降の沿革
- 明治初年時点で、全域が小浜藩領であった。「旧高旧領取調帳」に記載されている村は以下の通り。（58村）

倉見村、白屋村、成願寺村、上野村、能登野村、横渡村、井崎村、黒田村、田上村、岩屋村、相田村、藤井村、南前川村、北前川村、三方村、田名村、佐古村、向笠村、気山村、大藪村、新金山村、金山村、郷市村、佐野村、興道寺村、松原村、久々子村、早瀬浦、木野村、成出村、田井村、塩坂越浦、小川浦、世久見浦、河原市村、南市村、和田村、麻生村、佐柿村、宮代村、中寺村、安江村、五十谷村、寄戸村、新庄村、坂尻村、山上村、太田村、佐田村、北田村、菅浜村、竹波村、丹生浦、海山村、遊子浦、神子浦、常神浦、日向浦
- 明治4年
  - 7月14日（1871年8月29日） - 廃藩置県により小浜県の管轄となる。
  - 11月20日（1871年12月31日） - 第1次府県統合により敦賀県の管轄となる。
- 明治7年（1874年） - このころ早瀬浦または日向浦の一部が分立して笹田村となる。（59村）
- 明治8年（1876年）8月21日 - 第2次府県統合により滋賀県の管轄となる。
- 明治12年（1879年）
  - 5月16日 - 郡区町村編制法の滋賀県での施行により、行政区画としての三方郡が発足。郡役所を佐柿村に設置。
  - このころ新金山村が金山村に合併。（58村）
- 明治14年（1881年）2月7日 - 福井県の管轄となる。

### 町村制以降の沿革

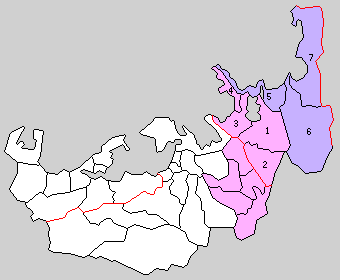
1.八村 2.十村 3.田井村 4.西浦村 5.西郷村 6.耳村 7.山東村（紫：美浜町 桃：三方上中郡若狭町）

- 明治22年（1889年）4月1日 - 町村制の施行により、以下の町村が発足。郡役所の所在地が耳村となる。（7村）
  - 八村 ← 気山村［牧口を除く］、三方村、生倉村[1]、鳥浜村[1]、向笠村、田名村、北前川村、南前川村、藤井村、相田村、佐古村（現・三方上中郡若狭町）
  - 十村 ← 田上村、黒田村、井崎村、岩屋村、横渡村、能登野村、上野村、成願寺村、倉見村、白屋村（現・三方上中郡若狭町）
  - 田井村 ← 海山村、世久見浦、田井村、成出村（現・三方上中郡若狭町）
  - 西浦村 ← 常神浦、神子浦、小川浦、遊子浦、塩坂越浦（現・三方上中郡若狭町）
  - 西郷村 ← 気山村［牧口］、大藪村、金山村、郷市村、松原村、久々子村、早瀬浦、笹田村、日向浦（現・美浜町）
  - 耳村 ← 佐柿村、木野村、和田村、河原市村、麻生村、南市村、中寺村、宮代村、安江村、五十谷村、寄戸村、新庄村、佐野村、興道寺村（現・美浜町）
  - 山東村 ← 坂尻村、山上村、太田村、佐田村、北田村、菅浜村、竹波村、丹生浦（現・美浜町）
- 明治24年（1891年）4月1日 - 郡制を施行。
- 明治31年（1898年）4月1日 - 西郷村の一部（早瀬・笹田・日向）が分立して北西郷村が発足。西郷村の残部が改称して南西郷村となる。（8村）
- 明治40年（1907年）8月1日 - 田井村・西浦村が合併して西田村が発足。（7村）
- 大正12年（1923年）4月1日 - 郡会が廃止。郡役所は存続。
- 大正15年（1926年）7月1日 - 郡役所が廃止。以降は地域区分名称となる。
- 昭和10年（1935年）時点での当郡の面積は250.17平方km、人口は22,193人（男10,949人・女11,244人）[2]。
- 昭和28年（1953年）4月1日 - 八村・西田村が合併して三方町が発足。（1町5村）
- 昭和29年（1954年）
  - 2月11日 - 南西郷村・北西郷村・耳村・山東村が合併して美浜町が発足。（2町1村）
  - 3月1日 - 十村が三方町に編入。（2町）
- 平成17年（2005年）3月31日 - 三方町が遠敷郡上中町と合併して三方上中郡若狭町が発足し、郡より離脱。（1町）

## 行政
滋賀県三方郡長
| 代 | 氏名 | 就任年月日                | 退任年月日               | 備考         |
| -- | ---- | ------------------------- | ------------------------ | ------------ |
| 1  |      | 明治12年（1879年）5月16日 |                          |              |
|    |      |                           | 明治14年（1881年）2月6日 | 福井県に移管 |

福井県三方郡長
| 代 | 氏名 | 就任年月日               | 退任年月日                | 備考                   |
| -- | ---- | ------------------------ | ------------------------- | ---------------------- |
| 1  |      | 明治14年（1881年）2月7日 |                           |                        |
|    |      |                          | 大正15年（1926年）6月30日 | 郡役所廃止により、廃官 |